# 確定給付年金
確定給付年金（かくていきゅうふねんきん、DB制度：Defined Benefit Plan）は、給付額が制度資産の利回りに直接基づかず、加入者の勤務期間や給与などの要素に基づく計算式によって確定される年金制度。日本は確定給付企業年金法に基づく確定給付企業年金（Defined Benefit Corporate Pension）を指す単語として使う。また、支払い方法が年金であるものに限られるものではなく、一時金制度であっても、DB制度とされる。DB制度には、制度資産を積み立てる場合と積み立てない場合があるが、積み立てる場合には、掛金は数理的な（actuarial）方法に基づいて設定されるのが国際的には通例である。確定給付企業年金では、適切な年金数理に基づいた積立てが必要とされる。この場合、予定通りに制度資産の利回りが確保できない、長寿により予定した額よりも多くの資金が必要となる、といったように、年金数理で用いた各種の予定と実際の状況が異なる場合や、予定の変更をした場合には、追加の掛金を拠出する必要がある場合や、逆に、掛金の引下げが可能な場合がある。
対になるものとして確定拠出年金がある。

## 概説
確定給付年金は、給付の額の算定方法が、制度資産の利回りに直接基づかず、加入者の勤務期間や給与などの要素に基づく計算式が定められている年金制度のことをいう。DB制度（Defined Benefit Plan）の訳語として用いられる。厚生年金基金及び、2002年（平成14年）4月から施行されている確定給付企業年金法に基づく確定給付企業年金は、それぞれが採用可能とされている給付額の規定方法からみて、これに該当する。また、公的年金である厚生年金保険や国民年金も、現状の給付額の規定内容は、これに該当する。かつて、企業年金の中核の一翼を担っていた税制適格退職年金（2012年（平成24年）3月31日で廃止）も、採用可能とされていた給付額の規定方法から見て、これに含まれる。退職一時金制度も、DB制度に含まれる給付算定式が多く採用されている。キャッシュバランスプラン（仮想的な拠出額について、あらかじめ定められた指標により再評価した額の累計額に基づいて給付額を規定する方法）は、DB制度とDC制度の特徴を併せ持つハイブリッド制度と呼ばれることがあるが、これは、DB制度の給付算定式のひとつとされる。
本来、DB制度は、これらの制度を広く指すものであるが、日本では、確定給付企業年金法に基づく確定給付企業年金を指して使用されることがあるので、注意を要する。また、確定と訳されたために、給付の金額が、あらかじめ、確定されているとの誤解が広く見られる点にも注意を要する。確定給付企業年金や、厚生年金基金は、企業年金といわれ、サラリーマンなど国民年金の第2号被保険者に対して、公的年金に上乗せする形で設けられるものである。企業年金は、個人年金等とあわせて、私的年金とも呼ばれる。
- 以下では特に断らない限り、日本の確定給付企業年金法に基づく確定給付企業年金について述べる。

## 確定給付企業年金法の目的
確定給付企業年金法は、少子高齢化の進展、産業構造の変化等の社会経済情勢の変化にかんがみ、事業主が従業員と給付の内容を約し、高齢期において従業員がその内容に基づいた給付を受けることができるようにするため、確定給付企業年金について必要な事項を定め、国民の高齢期における所得の確保に係る自主的な努力を支援し、もって公的年金の給付と相まって国民の生活の安定と福祉の向上に寄与することを目的とする（同法第1条）。確定拠出年金と最終的な目的を同じくするものの、そこに至るアプローチに違いがあり、例えば企業年金という建前から給付を受ける者を「従業員」としている点等が異なっている。

## 確定給付企業年金の種類
確定給付企業年金には、規約型（Contract type）と基金型（Fund type）の2通りがある。厚生年金保険の適用事業所等の事業主がその事業所の従業員たる厚生年金被保険者（厚生年金第1号被保険者、厚生年金第4号被保険者に限る）を対象として実施する。確定給付企業年金を実施しようとするときは、労使合意のもと、次のいずれかの手続きをとらなければならない。
- 規約型：労使合意の年金規約を作成し、掛金は、社外に拠出し、その管理・運用は、信託会社、生命保険会社、投資顧問業者等に委託することとされている。開始に当たっては厚生労働大臣による規約の承認が必要となる。
- 基金型：常時300名以上の加入者が見込まれる場合に認められる形態で、事業主が、企業年金基金（Corporate Pension Fund）を設立する。企業年金基金は、法人であり、設立に当たっては、厚生労働大臣による認可が必要とされる。
  - 基金の加入者は、事業主及びその事業所に使用される加入者たる資格を得た者とされる。事業所に使用される厚生年金被保険者は原則として全員加入者となるが、規約で一定の資格を定めた場合は当該資格を有さない者は加入者とならない。ただし当該資格は特定の者について不当に差別的なものであってはならない。
  - 厚生年金基金とは異なり、厚生年金の代行部分は有さない。それゆえ、代行返上して解散した公営年金基金の移行先としてその選択肢の一つとなりうる。
  - 基金型の中でも実質的な運営主体によって「単独・連合型」と「総合型」の2つのタイプに分けることができます。単独・連合型は主に大企業やそのグループ企業において独自に運営される制度で、企業は社員に約束した退職金を支払うために定期的に掛金を積み立て、資産の運用を行います。総合型は外部の年金基金が運営主体となり、不特定多数の企業が共同で運営する制度です。単独で退職金制度を持つことが難しい中小企業が加入していることが多いです。

（代表的な基金型の例）
| 単独・連合型 | 旭化成企業年金基金、日本シティ銀行企業年金基金、ふくおかフィナンシャルグループ企業年金基金                 |
| ------------ | --- |
| 総合型       | 福祉はぐくみ企業年金基金、ベネフィット・ワン企業年金基金、ぜんこくDB企業年金基金、全国そうごう企業年金基金 |

確定給付企業年金は、事業主の倒産等により継続不能となった場合に、厚生労働大臣の承認・認可によって終了（基金の場合は解散）する。終了にあたって、その財産は、原則として、事業主には分配されず、加入者等にすべて分配される（終了時の財産が、最低積立基準額に足りない場合、事業主は不足額を一括して拠出することが求められる）。加入者等への情報提供、事業主、又は、企業年金基金は、毎事業年度終了後4月以内に決算報告書を作成し厚生労働大臣に提出しなければならない、などの多くの規制がある。

## 確定給付企業年金の給付
給付を受ける権利は、受給権者の請求に基づいて、規約型では事業主が、基金型では企業年金基金が裁定する。年金たる給付の支払期間及び支払期日は以下の基準に従い規約で定めるが、終身又は5年以上にわたり、毎年1回以上定期的に支給するものでなければならない。
- 保証期間（受給権者が死亡した場合に、遺族に対して、受給権者が生存していたならば支給された年金給付を支給することを保証する期間）を定める場合、20年を超えない範囲で定めること。
- 年金給付の支払期日は、毎年一定の時期であること。

老齢給付金
以下の要件（支給開始要件）を満たす規約で定める老齢給付金の受給要件を満たしたものに支給される。規約において、20年を超える加入者期間を老齢給付金を受けるための要件として定めてはならない（つまり「定年退職者のみに支給する」といった定めはできない）。
- 60歳以上65歳以下の規約で定める年齢に達したときに支給されるものであること
- 50歳以上の規約で定める年齢に達した日以後に実施事業所に使用されなくなったときに支給されるものであること

一定の要件を満たしている場合には、老齢給付金を年金として支給する代わりに、その全部または一部を一時金として支給することができるよう、規約に定めることができる。
脱退一時金
老齢給付金を受けるための要件を満たさない者が死亡以外の事由により中途脱退した場合に、規約で定める要件を満たすときに支給される。規約において3年を超える加入者期間を脱退一時金を受けるための要件として定めてはならない。
加入20年未満の中途脱退者については、脱退一時金相当額を確定給付年金・確定拠出年金に資産移管できる。
障害給付金、遺族給付金
規約に定めることにより、年金又は一時金として支給を行うことができる。
給付は、減額の要件を満たせば、減額されることもある。

## 確定給付企業年金の掛金
事業主は、年1回以上、定期的に掛金を拠出しなければならない。加入者は、政令で定める基準（現在は、額が2分の1を超えないこと、掛金拠出について加入者の同意を得ること等）に従い、規約の定めにより掛金の一部を負担することができる。
確定給付企業年金において、掛金には次の種類がある。
- 標準掛金：給付に関する規定、及び、基礎率（予定利率、予定死亡率、予定脱退率、予定昇給率など）などに基づいて、適切な年金数理によって決められる。適切な年金数理には、国際的には幾通りかの考え方があり得るが、日本における確定給付企業年金の場合には、掛金の額は、将来にわたって財政の均衡が保たれるように計算されたものでなければならない、ということで基本的な考え方が示されている。また、少なくとも5年ごとに掛金の額を再計算しなければならないとされている。
- 特別掛金：給付を行うために標準掛金では足りない部分を補う掛金。制度発足時に発足以前の勤務期間についても通算して給付を行う場合の（狭義の）過去勤務債務、標準掛金計算時に使用した基礎率と実績の差、制度変更を行った際の積立不足などを補う。
- 特例掛金：非継続基準の財政検証における積立不足などを補うための掛金。
- その他の掛金：事務費を補う掛金（基金型の場合）など。

また事業主（基金型の場合は基金）は、毎事業年度の末日において、給付に充てるべき積立金を積み立てなければならない。また当該積立金の額は、加入者等に係る責任準備金の額及び裁定積立基準額を下回らない額でなければならない。

## 税制
- 掛金拠出時は、事業主拠出は全額損金算入できる。加入者拠出については生命保険料控除の対象となる。
- 老齢給付の年金受給の際には公的年金等控除、一時金の場合は退職所得控除が適用される。

## 確定給付企業年金の加入者数の推移
- 727万人（2010年（平成22年）度末現在）[2]